# Европ (син на Егиалей)
Европ (на старогръцки: Εὔροψ, Europs) в гръцката митология е син на Егиалей и внук на Инах. Той е вторият цар на Сикион през 21 век пр.н.е.
Според Павзаний той е баща на Телхин, който го наследява на трона на Сикион. Телхин.
Друг Европ, син на Фороней, има син Хермион, който дава името на град Хермионе в Арголида на Пелопонес.